# Premiul Academiei Poloneze pentru cel mai bun film
Premiul Academiei Poloneze pentru Cel Mai Bun Film este unul din premiile acordate celui mai bun film polonez. 

## Câștigătoarele pentru Cel Mai Bun Film
| An   | Titlu în limba română (numele original)                                                                     | Regizor                            | Producător                                              |
| ---- | --- | ---------------------------------- | ------------------------------------------------------- |
| 1999 | Istoria cinematografului în Popielawach (Historia kina w Popielawach)                                       | Jan Jakub Kolski                   | Kazimierz Rozwałka                                      |
| 2000 | Datoria (Dług)                                                                                              | Krzysztof Krauze                   | Juliusz Machulski                                       |
| 2001 | Viața ca o boală fatală transmisă pe cale sexuală (Życie jako śmiertelna choroba przenoszona drogą płciową) | Krzysztof Zanussi                  | Krzysztof Zanussi Iwona Ziułkowska                      |
| 2002 | Bună, Tereska (Cześć Tereska)                                                                               | Robert Gliński                     | Filip Chodzewicz                                        |
| 2003 | Pianistul (Pianista)                                                                                        | Roman Polanski                     | Roman Polanski, Robert Benmussa Alain Sarde             |
| 2004 | Închide ochii (Zmruż oczy)                                                                                  | Andrzej Jakimowski                 | Arkadiusz Artemjew, Tomasz Gąssowski Andrzej Jakimowski |
| 2005 | Nunta (Wesele)                                                                                              | Wojciech Smarzowski                | Anna Iwaszkiewicz, Dariusz Pietrykowski Bartłomiej Topa |
| 2006 | Colectorul (Komornik)                                                                                       | Feliks Falk                        | Janusz Morgenstern                                      |
| 2007 | Piața Mântuitorului (Plac Zbawiciela)                                                                       | Krzysztof Krauze Joanna Kos-Krauze | Juliusz Machulski                                       |
| 2008 | Katyń (Katyń)                                                                                               | Andrzej Wajda                      | Michał Kwieciński                                       |
| 2009 | 33 de scene de viață (33 sceny z życia)                                                                     | Małgorzata Szumowska               | Raimond Goebel Karl Baumgartner                         |
| 2010 | Verso (Rewers)                                                                                              | Borys Lankosz                      | Jerzy Kapuściński                                       |
| 2011 | Essential Killing (Essential Killing)                                                                       | Jerzy Skolimowski                  | Jerzy Skolimowski Ewa Piaskowska                        |
| 2012 | Róża (Róża)                                                                                                 | Wojciech Smarzowski                | Włodzimierz Niderhaus                                   |
| 2013 | Vânătoare de oameni (Obława)                                                                                | Marcin Krzyształowicz              | Krzysztof Gredzinski Malgorzata Jurczak                 |
| 2014 | Ida (Ida)                                                                                                   | Paweł Pawlikowski                  | Eric Abraham Piotr Dzięcioł Ewa Puszczyńska             |
| 2015 | Zei (Bogowie)                                                                                               | Lukasz Palkowski                   | Krzysztof Rak Krzysztof Terej Piotr Wozniak Starak      |
| 2016 | |                                    |                                                         |